# Vlag van Woubrugge

Vlag van de gemeente Woubrugge
(1971-1991)

De vlag van Woubrugge is op 22 oktober 1971 bij raadsbesluit vastgesteld als de onofficiële gemeentevlag van de Zuid-Hollandse gemeente Woubrugge. De vlag zou als volgt kunnen worden omschreven:
Twee banen, onderste geel, bovenste wederom gedeeld, vluchtzijde rood, mastzijde drie banen blauw, geel, blauw, met in de bovenste baan twee liggende gele wassenaar en in de onderste blauwe baan een liggende gele wassenaar.
De vlag is nooit officieel vastgesteld. De vlag is gebaseerd op de defileervlag die in 1938 door vertegenwoordigers van de gemeente werd gedragen tijdens het defilé in Amsterdam ter gelegenheid van het veertigjarig regeringsjubileum van koningin Wilhelmina. De vlag bestaat uit twee banen van rood en geel (destijds aangewezen als provinciekleuren voor Zuid-Holland), met op het kanton het beeld van het gemeentelijk wapenschild.
Op 1 januari 1991 is Woubrugge opgegaan in de gemeente Jacobswoude. De vlag is daardoor als gemeentevlag komen te vervallen. Na de opheffing van Jacobswoude in 2009 kwam Woubrugge onder het bestuur van de nieuw opgerichte gemeente Kaag en Braassem.

## Verwante afbeeldingen

Het wapen van Woubrugge

Alkemade 
· Ameide 
· Ammerstol 
· Arkel 
· Asperen 
· Benthuizen 
· Bergambacht 
· Bergschenhoek 
· Berkel en Rodenrijs 
· Bernisse 
· Binnenmaas 
· Bleiswijk 
· Bleskensgraaf en Hofwegen
· Bodegraven 
· Boskoop
· Brielle 
· Cromstrijen 
· De Lier 
· Delfshaven 
· Dirksland 
· Everdingen 
· Geervliet 
· Giessenburg 
· Giessenlanden
· Goedereede 
· Goudswaard 
· Graafstroom 
· 's-Gravendeel 
· 's-Gravenzande 
· Groot-Ammers
· Hagestein 
· Haastrecht 
· Hazerswoude 
· Heenvliet 
· Heerjansdam 
· Hei- en Boeicop
· Heinenoord
· Hellevoetsluis 
· Hillegersberg
· Jacobswoude
· Kamerik
· Korendijk
· Koudekerk aan den Rijn
· Krimpen aan de Lek
· Langerak
· Leerdam
· Leidschendam
· Leimuiden
· Lexmond
· Liemeer
· Liesveld
· Maasland
· Middelharnis
· Mijnsheerenland
· Moerhuizen
· Moerkapelle
· Molenwaard
· Monster
· Moordrecht
· Naaldwijk
· Nederlek
· Nieuw-Beijerland
· Nieuwerkerk aan den IJssel
· Nieuw-Lekkerland
· Nieuwpoort
· Nieuwveen
· Noordwijkerhout
· Nootdorp
· Numansdorp
· Oostflakkee
· Oostvoorne
· Oud-Alblas
· Oud-Beijerland 
· Oude-Tonge 
· Oudenhoorn 
· Ouderkerk 
· Ouderkerk aan den IJssel
· Overschie
· Piershil 
· Pijnacker 
· Poortugaal 
· Puttershoek 
· Reeuwijk 
· Rhoon 
· Rijnsaterwoude 
· Rijnsburg 
· Rijnwoude 
· Rockanje 
· Rozenburg 
· Sassenheim 
· Schelluinen 
· Schipluiden 
· Schoonhoven 
· Schoonrewoerd 
· Sommelsdijk 
· Spijkenisse 
· Streefkerk 
· Strijen 
· Ter Aar 
· Valkenburg 
· Vianen 
· Vierpolders 
· Vlist 
· Voorburg 
· Voorhout 
· Warmond 
· Wateringen 
· Westmaas 
· Westvoorne 
· Woerden 
· Woubrugge 
· Zederik 
· Zevenhoven 
· Zevenhuizen 
· Zevenhuizen-Moerkapelle 
· Zuid-Beijerland 
· Zuidland 
· Zwammerdam 
· Zwartewaal